# Seismosaurus
Seismosaurus är ett släkte dinosaurier i ordningen (sauropoder) och tillhörande familjen diplodocider. Seismosaurus upptäcktes i New Mexico, USA 1979 (det hittills enda fyndet) och är nära släkt med bland annat välkända Diplodocus och Apatosaurus. Det är en av de största dinosaurier som någonsin hittats. Då inget någorlunda komplett skelett hittats varierar bedömningarna av djurets längd och vikt. Experterna beräknar att Seismosaurus var minst 33 meter lång, kanske ända upp till 52 meter lång och vägde 50-80 ton, kanske ända uppemot 100 ton om den övre gränsen för uppskattningarna om längden är riktig. Den övre gränsen på längden skulle göra Seismosaurus till (bortsett från den mycket dåligt kända släktingen Amphicoelias) det längsta kända ryggradsdjuret.
Enligt engelska Wikipedia tyder nya rön emellertid på att Seismosaurus egentligen inte är ett eget släkte, utan en ny art inom släktet Diplodocus, kallad Diplodocus hallorum. Även de tidigare uppskattningarna av djurets kolossala storlek har enligt dessa rön reducerats. Enligt de nya rönen blev den 32-33 meter lång och vägde "bara" 25-30 ton. (Diplodocus var mycket lättare byggd än flertalet sauropoder). Andra forskare håller dock fast vid de tidigare beräkningarnaa. Nationalencyklopedin anger längden till ca 52 meter och vikten till upp till 100 ton.
Seismosaurus var som alla andra sauropoder en fyrbent växtätare med en lång hals, enorm kropp, pelarlika ben och en lång svans. Den långa svansen fungerade säkert utmärkt som försvarsvapen mot rovdinosaurier men användes kanske även för att kommunicera med artfränder. Som hos andra diplodocider var frambenen kortare än bakbenen. Liksom sina nära släktingar Diplodocus, Apatosaurus kunde den trots sin enorma storlek antagligen ställa sig på bakbenen. En förmåga som både användes för att beta högt upp i träden (alla diplodocider anses ha hållit halsen relativt lågt) och vid försvar mot rovdinosaurier. Som andra sauropoder var Seismosaurus ett utpräglat flockdjur.
Seismosaurus, alternativt Diplodocus hallorum levde under senare delen av jura 154-145 miljoner år sedan.